# Loxogramme mexicana
Loxogramme mexicana är en stensöteväxtart som först beskrevs av Fée, och fick sitt nu gällande namn av Carl Frederik Albert Christensen. Loxogramme mexicana ingår i släktet Loxogramme och familjen Polypodiaceae. Inga underarter finns listade.